# Němčice (Mladá Boleslav-i járás)
Němčice település Csehországban, a Mladá Boleslav-i járásban. Němčice Vinařice, Dobrovice és Luštěnice településekkel határos. Lakosainak száma 188 fő (2024. január 1.).

## Népesség
A település lakosságának változását az alábbi diagram mutatja:
| Lakosok száma | 169  | 197  | 257  | 216  | 166  | 136  | 187  | 191  | 192  | 188  |
|               | 1869 | 1890 | 1921 | 1950 | 1980 | 2001 | 2017 | 2019 | 2022 | 2024 |